# Carmen Peire
Carmen Peire (Caracas, 1952) es una escritora, crítica literaria, profesora de escritura, gestora cultural y editora española.

## Biografía
Sus padres eran españoles de ideas republicanas que debieron exiliarse tras la Guerra Civil (1936-1939) en Venezuela. Tras pasar su infancia entre su país natal y en México, Peire dejó América y se instaló definitivamente en España en 1965, con trece años de edad.
Licenciada en Historia y en Magisterio por la Universidad Complutense de Madrid, se dedicó a la gestión cultural y a la industria musical (fue la mánager de artistas como José Antonio Labordeta).
Como investigadora y editora literaria, es especialista en la obra de Max Aub, cuyos textos ha editado, aportando documentos hasta entonces inéditos, conservados en la Fundación Max Aub de Sergorbe. Así, se encargó de la edición de Luis Buñuel, novela (2013), proyecto inacabado de Aub sobre el cineasta español que se publicó parcialmente y en el que recupera la disposición original prevista por el autor y se añaden las grabaciones magnetofónicas de las entrevistas entre Buñuel y Aub conservadas en la Fundación.
En el ámbito de la gestión cultural, ha impulsado iniciativas como AMEIS (Asociación de Mujeres Escritoras e Ilustradoras), el Festival Oño, que surgió para visibilizar el papel de las mujeres en la literatura, y junto a Javier Baonza, la editorial Ménades, dedicada a la creación literaria desarrollada por mujeres.
Como pedagoga, ha dirigido las clases dedicadas a jóvenes en el Taller de Escritura Creativa de Clara Obligado.
Como creadora literaria, es autora de novelas, cuentos y microrrelatos.

## Novelas
- En el año de Electra (Evohé, 2014)

## Libros de cuentos
- Principio de incertidumbre (Cuadernos del Vigía, 2006)
- Horizonte de sucesos (Cuadernos del Vigía, 2011)
- Cuestión de tiempo (Menoscuarto, 2017)[7]

## Edición de obras ajenas
- Max Aub: Luis Buñuel, novela (Cuadernos del Vigía, 2013)[4]